# Pseudomonarchia Daemonum
Die Pseudomonarchia Daemonum oder auch Falsche Monarchie der Dämonen ist eine lateinische Abhandlung aus dem 16. Jahrhundert, die in der Renaissance geschrieben wurde und eine Nomenklatur der Hierarchie höllischer Dämonen, ihrer Eigenschaften und der Mittel zu ihrer Abwehr darstellt.
Die Pseudomonarchia Daemonum erschien zuerst als Anhang zur 5. Ausgabe 1577 des Buchs De praestiis daemonum (Erstausgabe 1563) von Johann Weyer. Weyer bezeichnete seine Quellenhandschrift als Liber officiorum spirituum, seu Liber dictus Empto. Salomonis, de principibus et regibus daemoniorum. (Buch der Ämter der Geister oder das Buch namens „Empto“. Solomon, über die Prinzen und Könige der Dämonen.)
Dieses Werk ist wahrscheinlich mit einem sehr ähnlichen Manuskript von 1583 mit dem Titel „Das Amt der Geister“ verwandt. Beide scheinen letztendlich eine Ausarbeitung eines Manuskripts aus dem 15. Jahrhundert mit dem Titel „Le Livre des Esperitz“ zu sein (von dem 30 seiner 47 Geister fast identisch denen der Ars Goetia sind).

## Inhalt
Als Auszug aus einem Grimoire ähnlich der Ars Goetia (erstes Buch von Der kleine Schlüssel Salomons) enthält es eine Liste von Dämonen und die entsprechenden Stunden und Rituale, um sie zu beschwören.
Die Pseudomonarchia ist älter als die Ars Goetia und unterscheidet sich etwas von ihr. Die Pseudomonarchia listet neunundsechzig Dämonen auf (im Gegensatz zu den späteren zweiundsiebzig). Außerdem variiert ihre Reihenfolge sowie einige ihrer Merkmale. Der Dämon Pruflas erscheint nur in der Pseudomonarchia und die Pseudomonarchia schreibt den Dämonen keine Siegel zu.

## Die 69 Dämonen
1. König Baal
2. Herzog Agares
3. Präsident Barbas
4. Prinz/Herzog Pruflas
5. Marquis Amon
6. Herzog/Graf Barbatos
7. Präsident Buer
8. Herzog Gusoyn
9. Graf/Präsident Botis
10. Herzog Bathym
11. König Pursan
12. Herzog Eligos
13. Marquis Loray
14. Herzog Valefor
15. Graf/Präsident Morax
16. Prinz/Graf Ipes
17. Präsident Glasya labolas
18. Marquis Naberius
19. Herzog Zepar
20. König Byleth
21. Prinz Sytry
22. König Paimon
23. König Belial
24. Herzog Bune
25. Marquis Forneus
26. Marquis/Graf Ronwe
27. Herzog Berith
28. Herzog Astaroth
29. Präsident Forras
30. Graf Furfur
31. Marquis Marchocias
32. Präsident Malphas
33. Herzog Vepar
34. Marquis Sabnac
35. König Sidonay
36. Prinz/Präsident Gaap
37. Herzog/Marquis Chax
38. Herzog Pucel
39. Ritter Furcas
40. Herzog/Graf Murmur
41. Präsident Caym
42. Graf Raum
43. Graf Halphas
44. Herzog Focalor
45. König/Graf Vine
46. Graf Bifrons
47. Marquis Samigina
48. König/Präsident Zagan
49. Marquis Orias
50. Präsident Volac
51. Herzog Gomory
52. König/Graf Decarabia
53. Herzog Amduscias
54. Marquis Andras
55. Marquis Andrealphus
56. Präsident Oze
57. Herzog Aym
58. Prinz Orobas
59. Herzog Vapula
60. Marquis Cimeries
61. Präsident Amy
62. Herzog Flauros
63. König Balam
64. Herzog Alocer
65. Graf Saleos
66. Herzog Vuall
67. Präsident Haagenti
68. Marquis Phoenix
69. Prinz Stolas

## Ausgaben
- Pseudomonarchia Daemonum (Liber officiorum spirituum), Johann Weyer Ed. by Joseph H. Petersen; Volltext, Lateinisch und Englisch
- Johann Weyer: Pseudomonarchia Daemonum. The False Monarchy of Demons. Translation by Reginald Scot. One Eye Publ. 2019.